# Schloss Röttgen

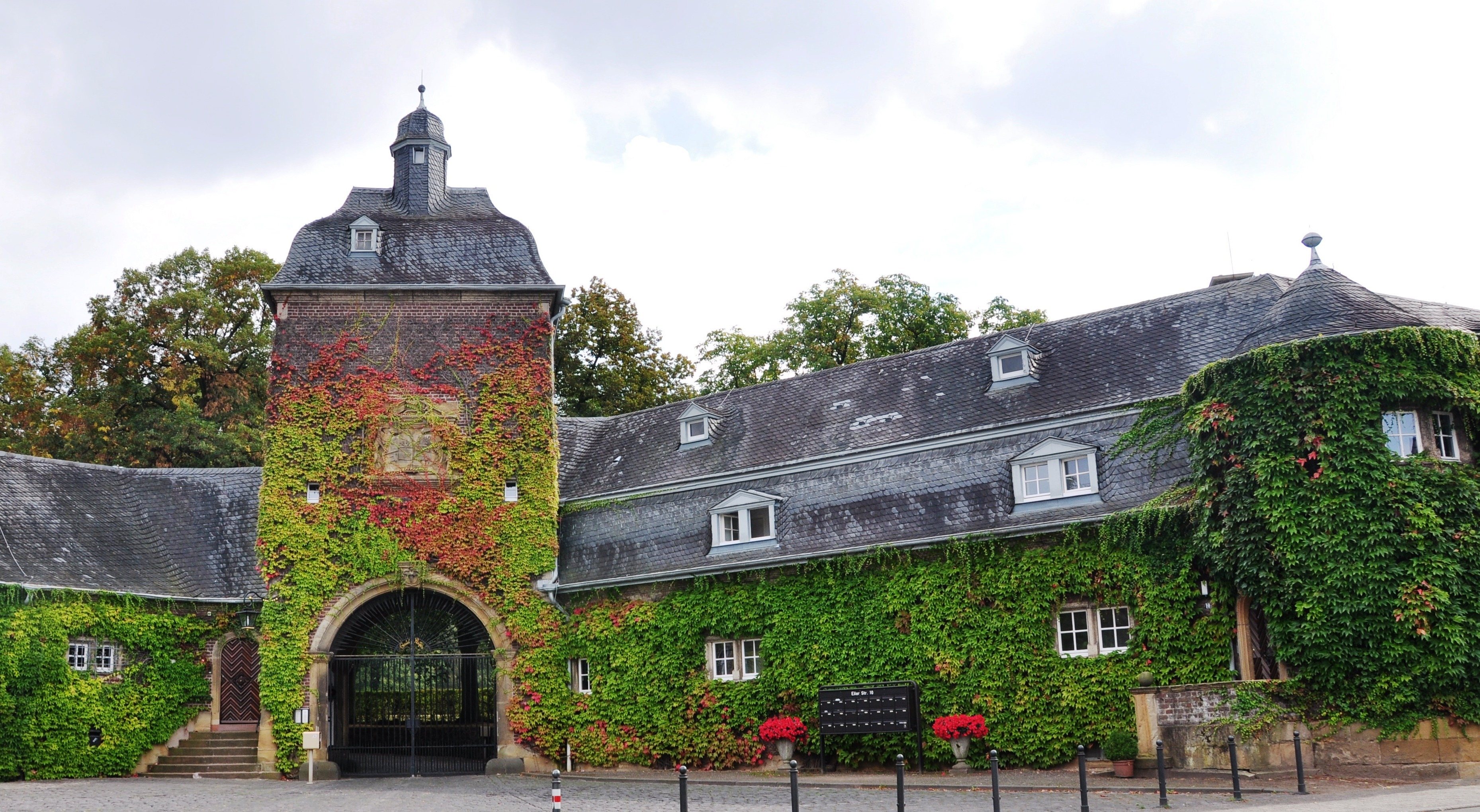
Haupttor mit Rentamt an der Eiler Straße

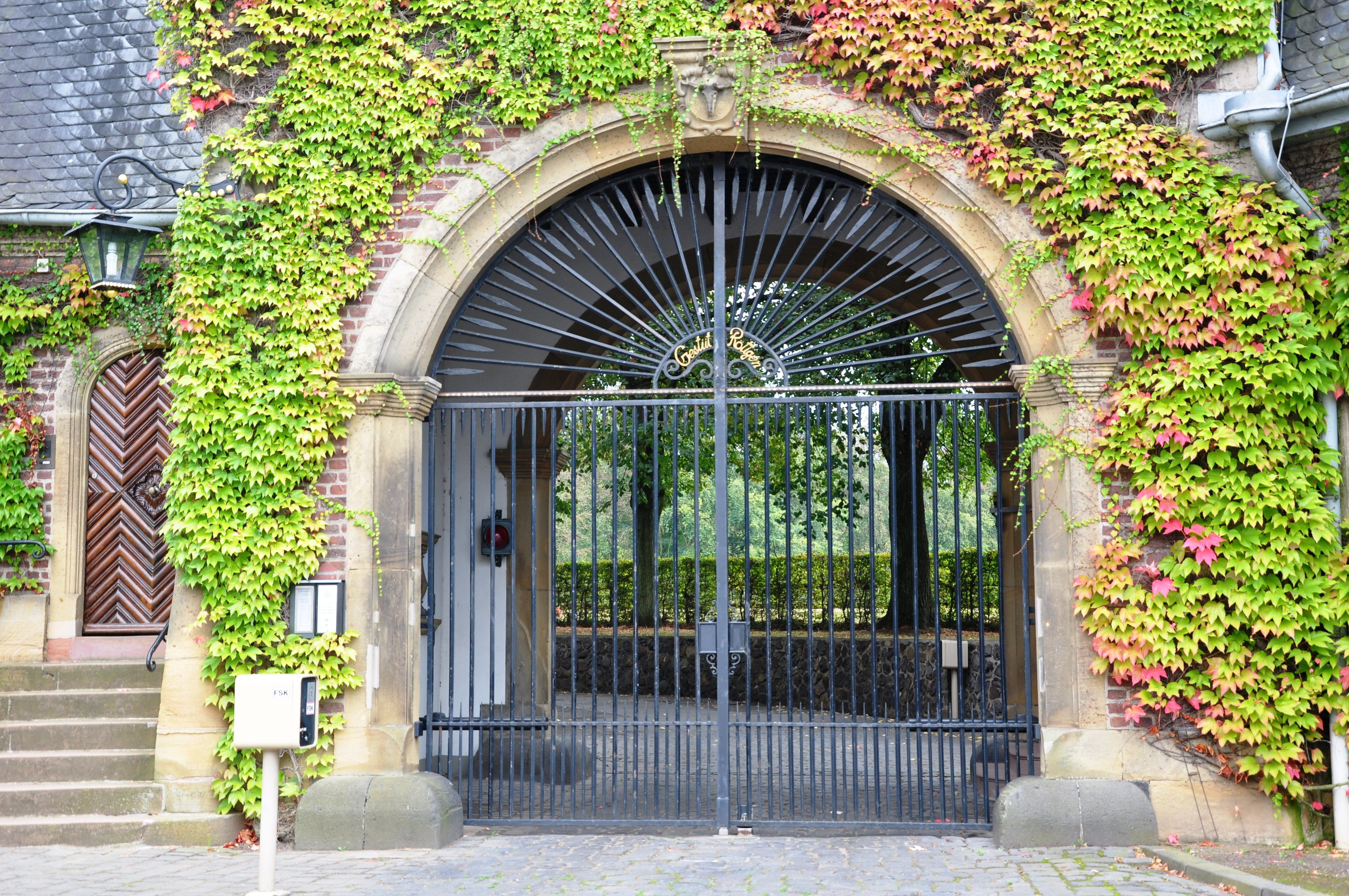
Das Eingangstor

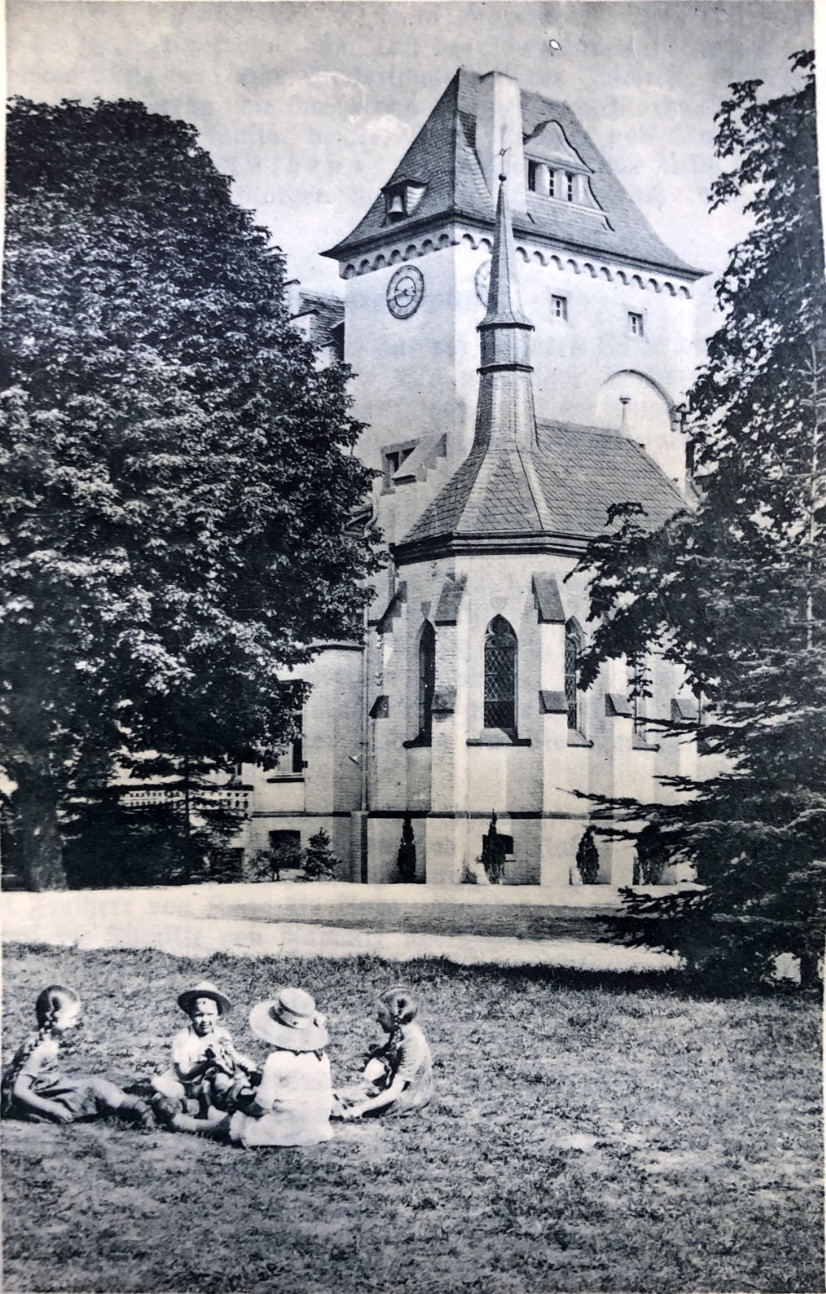
Schloss Röttgen 1911

Schloss Röttgen ist ein Komplex mit Schloss und Gestüt in den Kölner Stadtteilen Eil und Rath/Heumar.

## Das Rittergut (bis 1790)
Das Schloss wurde vom 9. bis zum 13. Jahrhundert als Rittersitz erbaut; es ist denkbar, dass es sich um eine wasserbewehrte Burg handelte, zumal sich auf dem Gelände die Senke eines alten Rheinarms befindet. 1402 wurde Johann Kreuwel von Gimborn von Graf Wilhelm von Berg mit dem Hoff zome Roetgine belehnt; der Name deutet, wie auch der von Rath, auf Rodung als Wortherkunft hin. Einer von drei Söhnen Wilhelms war Adolf von Berg († 1437), dessen Regierungszeit durch zahlreiche kriegerische Auseinandersetzungen gekennzeichnet war, an denen Johann Kreuwel als Adolfs Gefolgsmann tatkräftig beteiligt war. Allerdings wird berichtet, dass er bei der Schlacht auf der Wahner Heide am 16. Juli 1415 zwischen Adolf und dem Erzbischof von Köln (Dietrich von Moers) aus Feigheit mit 400 Pferden geflohen sei und dadurch die Niederlage Adolfs verursacht habe. Zwei Jahre später soll er in Köln zwei Mühlen niedergebrannt haben, weil die Kölner Adolf nicht finanziell unterstützen wollten.
In den folgenden Jahrhunderten ging das Haus durch Erbschaften nacheinander an die Familien von Bourscheidt und von Harff, bis es 1660 an Bertram von Gymnich fiel, dessen Frau Maria von Harff Haus Röttgen mit in die Ehe brachte.  Wie zu jener Zeit die Gebäude auf dem Gelände von Röttgen beschaffen waren, ist nicht bekannt, außer der Tatsache, dass es eine Hauskapelle gab.
Es kam zu jahrzehntelangen Erbstreitigkeiten innerhalb der Familie, die in Gewalttätigkeiten und zahlreichen Prozessen bis vor dem Reichskammergericht gipfelten, die mindestens bis 1704 andauerten. Bertrams Sohn, Franz Dietrich Beißel von Gymnich, Domherr zu Hildesheim und ein wahrer „Haudegen“, schlug im Zuge dieser Streitigkeiten seinen Neffen Maximilian von Bourscheidt „blutrünstig“ mit einer Flinte. 1674 kam der Domherr offensichtlich in finanzielle Schwierigkeiten, da er sein „frei adliges Haus und Sitz, zum Röttgen genannt, im Amt Porz gelegen“ als Unterpfand für einen Kredit überschrieb. Da er offenbar seinen Zahlungsverpflichtungen nicht nachkam, musste sich der Pächter des Gutes, Beißels Sekretär Johann Jakob Cremerius, mit den Gläubigern auseinandersetzen. Deshalb kam es zwischen den beiden Männern zum Streit, in dessen Verlauf Bertram Beißel von Gymnich auf Cremerius schoss.
Nach dem Tod des Domherrn im Jahre 1706 veräußerte sein Bruder Wilhelm das „allodial freie Gut zum Röttgen“ an den Kölner Maler Johannes Justus Borchers. Diesem wurde das Gut von Heinrich Ferdinand von Bernau streitig gemacht, der sich auf seine Verwandtschaft mit der Familie von Beißel berief. Wiederum kam es zu jahrelangen Gerichtsverfahren, die der damalige Landesherr des Herzogtums Berg, Johann Wilhelm (Jan Wellem), zugunsten von Bernau beeinflusste. 1709 wurde Borchers tatsächlich aus Röttgen vertrieben. Er erhob Schadenersatzklage: Man habe „den Wein und Bier verderbt und ausgesoffen“ sowie „Mobilien und Inventari-Bücher bei damaligem Regenwetter“ in die Büsche geworfen. Da er im Herzogtum Berg kein Recht bekam, klagte er schließlich vor dem kaiserlichen Reichshofrat in Wien. Dieser entschied, dass Röttgen an Borchers zurückzugeben sei. Nach Borchers Tod († nach 1730) erbten dessen Tochter Maria Agnes Dorothea und ihr Ehemann Wilhelm Friedrich Wolfgang von Kaas das Gut, das an Halfen verpachtet war. 1776 wurde die Größe des Gutes im Rahmen einer Erhebung der französischen Armee mit 150 Morgen (37,5 Hektar = 0,375 km²) gelistet.
Nach dem Tod von Wilhelm von Kaas († 1768) verkauften dessen Töchter Röttgen an den königlich-preußischen Beamten Friedrich Rappard; die Übergabe verzögerte sich jedoch, weil Rappard nicht den vollen Kaufpreis zahlen wollte, nachdem sich unter anderem herausgestellt hatte, dass er im benachbarten Königsforst weder jagen noch fischen durfte. Nach Rappards Tod erwarb 1790 Kornelius Josef Freiherr Geyr von Schweppenburg das Haus Röttgen in einer öffentlichen Versteigerung von dessen Erben. Das Rittergut ließ er abreißen, wann genau, ist nicht bekannt; ein Gutshaus hingegen blieb stehen. 1798 schickte er eine Aufstellung der Schäden, die österreichische und französische Truppen während der Besatzungszeit (1793–1798) in Röttgen angerichtet hätten und bezifferte sie auf 5972 Reichstaler.

## Das neue Schloss

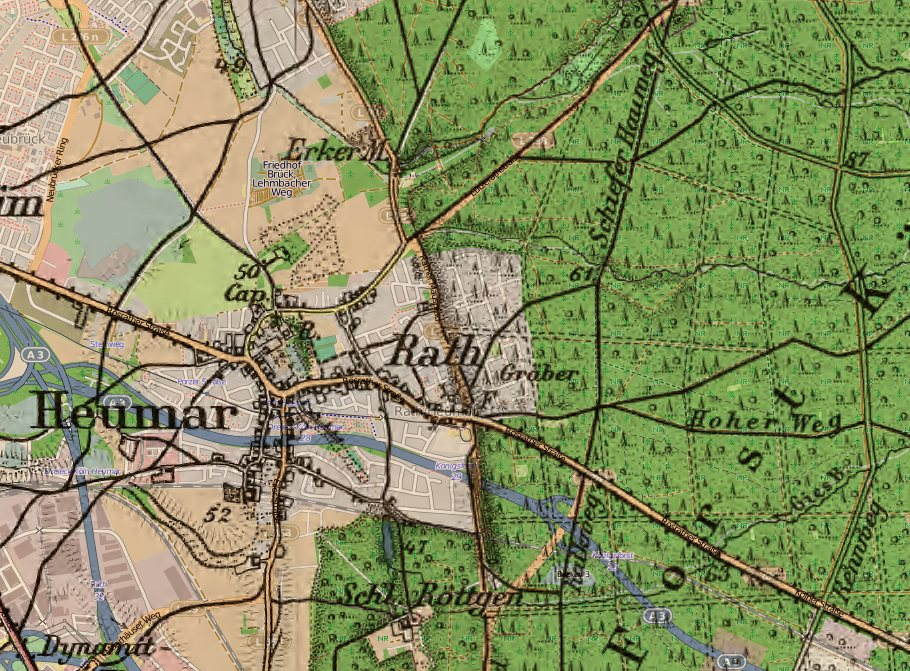
Lage von Schloss Röttgen (1893)

1832 erbte Kornelius Geyrs Tochter Agnes Röttgen, die es 1830 besucht hatte und es „entzückend schön“ gefunden hatte. Ihrem Mann Maximilian Freiherr von Geyr jedoch war es zu weit von Köln entfernt; die Eheleute nahmen ihren Wohnsitz ab 1834 in der Sternengasse und verpachteten das Gut. Ihr gemeinsamer Sohn Franz, der offenbar schon ab 1863 dem Heumarer Gemeinderat angehörte, erbte Röttgen 1889 nach dem Tod der Mutter, die schon 1866 für ihn dort ein neues Haus Röttgen hatte errichten lassen. Das bis heute bestehende Herrenhaus entstand als Backsteinbau im romantischen Stil mit gotischen Formen und unter Verwendung von Haussteinteilen verschiedener Herkunft.
Um 1900 schrieb der Kunsthistoriker Edmund Renard:

„Im Inneren eine reiche, zum größten Teil ältere Ausstattung […] Außerdem bewahrt das Haus eine große Sammlung chinesischer und japanischer Porzellane […] Endlich ist die große Anzahl von Möbeln des 18. Jh. zu nennen.“

Aus dieser Zeit stammen wahrscheinlich auch die heutigen Waldbestände, „die einen Wildpark nach dem Muster eines englischen Landschaftsgarten“ bilden. In dem Garten befinden sich zudem eine Vielzahl alter exotischer Gehölzarten. 1899 umfassten die zum Gut gehörenden Flächen 227 Hektar in den Gemarkungen Heumar, Rath und Eil. Der Sohn von Franz von Geyr, Josef, wohnte zunächst auf Röttgen, zog aber 1909 nach Bonn und später nach Schloss Arff im Kölner Norden, und auch seine Mutter und seine Schwester, die dort gelebt hatten, verließen Heumar. Das Gut wurde verpachtet.
Noch 1911 erwirkte Freiherr von Geyr bei der Kölner Bezirksregierung die Umbenennung der Besitzung Haus Röttgen in Burg Röttgen, „obwohl von einer ehemaligen Befestigung dieses alten Adelssitzes nur ein Wassergraben bekannt ist“. In der Folge setzte sich jedoch die Bezeichnung Schloss Röttgen durch, auch weil der spätere Besitzer Rudi Mehl auf diese Bezeichnung Wert legte. So setzte er etwa durch, dass die Autobahntankstelle am Rand des Gestüts den Namen „Schloß Röttgen“ erhielt.

## Röttgen unter Mülhens

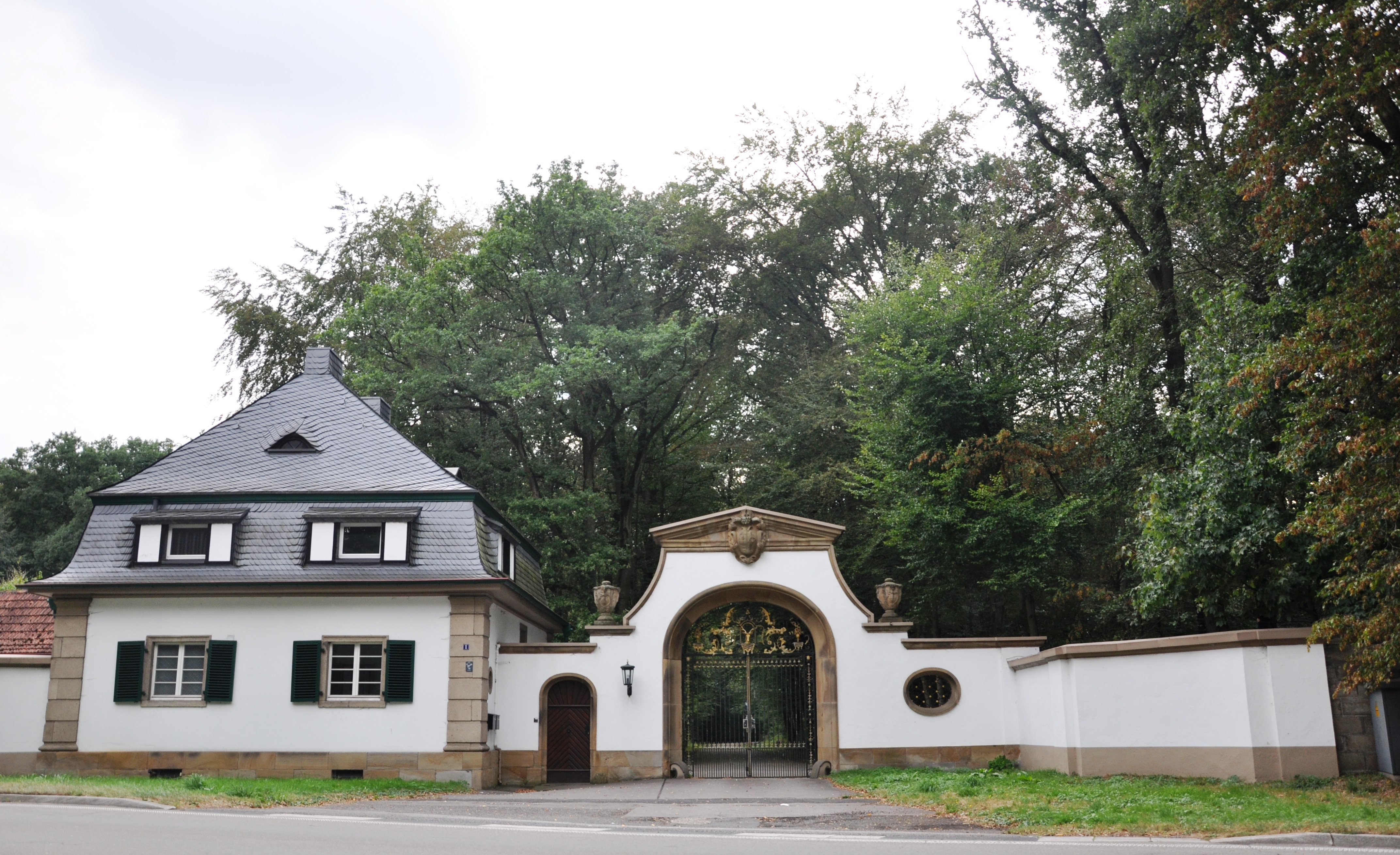
Torwachthaus am Mauspfad

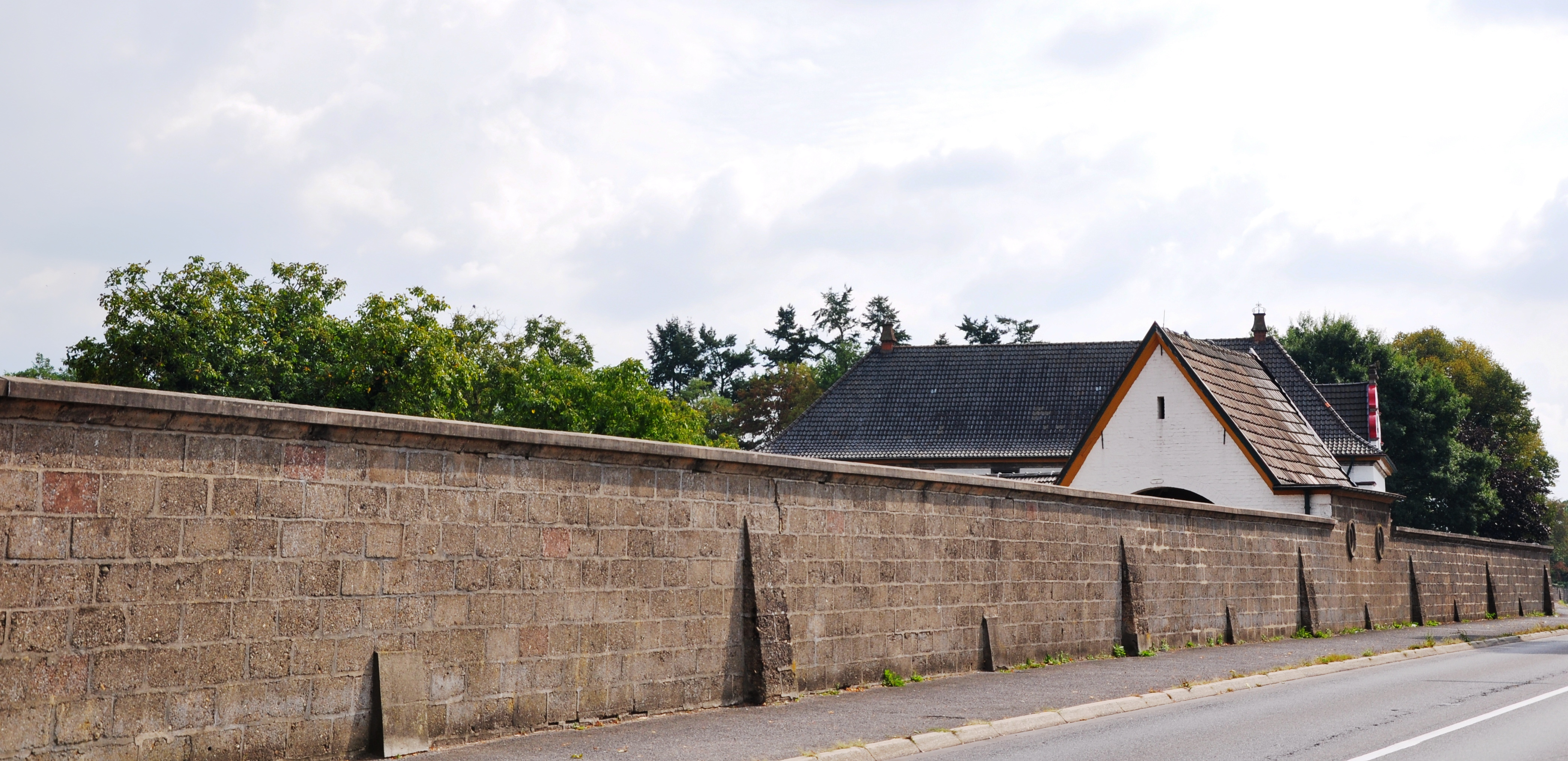
Die Mauer, die das Gestüt über eine Länge von ca. acht Kilometer umschließt

Neuer Pächter war Peter Mülhens, Eigentümer des Kölnisch-Wasser-Unternehmens 4711, der dort auch einzog; Ende 1918 kaufte er das Gut. Ab 1910 hatte er begonnen, weitere Flächen in der Gemarkung Heumar zu erwerben.
1924 gründete Mülhens das Vollblut-Gestüt Röttgen. Zu diesem Zweck wurden vom Kölner Architekten Ludwig Paffendorf die Gestütsgebäude entworfen; dabei lehnte er sich an die deutsche Renaissance an. Im März 1921 plante er das Torwachthaus am Mauspfad, und das gesamte Gelände wurde „nach irischem Vorbild“ mit einer ca. acht Kilometer langen, zwei Meter hohen Mauer (Mülhens' Mauer) umgeben. Bis in die 1930er Jahre hinein entstanden weitere Gebäude für das Gestüt. 1927 kaufte Mülhens zudem das Gut Leidenhausen und ließ dort eine 2100 Meter lange Trainingsbahn für die Rennpferde errichten. Auch übernahm er den Maarhäuser Hof jenseits der Eiler Straße und ließ im westlichen Teil alle Hofgebäude bis auf die Wohn- und Wirtschaftsgebäude durch Neubauten nach Plänen von Paffendorf ersetzen.
Im Zweiten Weltkrieg wurden rund 1000 Sprengbomben auf das Gelände von Röttgen abgeworfen; die Gebäude wurden jedoch nur wenig beschädigt. Noch 1975 wurden im Bereich des Gestüts zehn Fliegerbomben gefunden und entschärft. Peter Mülhens starb am 5. August 1945, ohne erfahren zu haben, dass sein Sohn Hans kurz vor Kriegsende gefallen war.
Von 1945 bis 1949 diente das Schloss als Sitz der britischen Militärverwaltung für Nordrhein-Westfalen und Wohnsitz des Generalmajors Alexander Bishop, anschließend als Residenz des britischen Hohen Kommissars in der Alliierten Hohen Kommission. In dieser Funktion auf Schloss Röttgen wohnhaft war zunächst General Brian Robertson, ab Juni 1950 Ivone Kirkpatrick. Ausschlaggebend für die Standortwahl der Residenz, anstelle des von Robertson bevorzugten Schloss Birlinghoven bei Bonn, war die Nähe zum Hauptquartier der britischen Hochkommission in der heutigen Luftwaffenkaserne in der Wahner Heide. In den Räumen des Schlosses handelte Bundeskanzler Konrad Adenauer mit den Hauptsiegermächten den Deutschlandvertrag (1952) aus.
1953 wurde das Gelände wieder an die Familie Mülhens zurückgegeben. Nach dem Tode von Maria Mehl-Mülhens im Jahre 1985 ging der Besitz in die Mehl-Mülhens-Stiftung über. Bei der Planung der Flughafenschleife Köln klagte die Stiftung gegen die Streckenführung. Im Rahmen einer außergerichtlichen Einigung wurde der Schloss-Röttgen-Tunnel auf seine heutige Länge verlängert. Das gesamte Gelände liegt zwischen der Eiler Straße, der A 59, Hirschgraben, Heumarer Mauspfad und (Alte) Forststraße. Damit die Rennpferde ungefährdet den Hirschgraben zur Trainingsrennbahn überqueren können, wurde eigens zu diesem Zwecke eine Ampel angebracht, die per Hand bedient wird.
Das Schloss und das inzwischen rund zwei Quadratkilometer (250 Hektar) große Gelände (das entspricht ungefähr der Größe von Monaco) sind nicht öffentlich zugänglich. 1970 trat in Nordrhein-Westfalen ein neues Forstgesetz in Kraft, nach dem jedem Bürger alle Wälder „zum Zwecke der Erholung“ und „auf eigene Gefahr“ offenstehen sollten. In der Folge versuchte NRW-Landwirtschaftsminister Diether Deneke vergeblich, den Abbau der Mauer zu erreichen; er hielt sie für eine „permanente Provokation“. Das Ehepaar Mehl-Mülhens berief sich auf den Ausnahmeparagraphen, wonach „Tiergärten und solche Waldflächen die besonderen … gewerblichen Zwecken untergeordnet sind“ gesperrt bleiben dürfen. Wenn man die Mauer öffne, müsse man das Gestüt schließen. Die SPD-Fraktion im Kölner Rat beschloss, den Pachtvertrag für die Pferderennbahn auf Gut Leidenhausen, das inzwischen wieder der Stadt gehörte, nicht zu verlängern, um Druck auszuüben, was aber nicht zur Ausführung kam.
Viele Bauwerke auf dem Gelände von Schloss Röttgen stehen unter Denkmalschutz, darunter das Schloss selbst, die Mauer, das Torwachthaus am Mauspfad, das Sägewerk, das Rentamt, die Stallgebäude, der Aussichtsturm sowie die 1935 von Wilhelm Koep geplanten Stallgebäude, aber auch der sie umgebende Wald und der Garten. Karen Künstler-Brandstädter schrieb 1998 als Mitarbeiterin des Kölner Stadtkonservators: „Als ein unvergleichliches Gesamtkunstwerk, das hohen handwerklichen und gestalterischen Ansprüchen genügt und sich in nahezu vollständig erhaltener, originaler Substanz präsentiert, besitzt Schloß Röttgen nicht nur für Köln Bedeutung, sondern stellt auch überregional ein herausragendes Denkmal von europäischem Rang dar.“
2022 kam es zu einem Rechtsstreit zwischen der Mehl-Mülhens-Stiftung und Fiona Streve-Mülhens Achenbach, deren Großmutter Luise Streve eine Schwester von Maria Mehl-Mühlens gewesen war. Streve-Mülhens hatte Zutritt zum Schloss erbeten, was ihr gemäß Testament von Maria Mehl-Mülhens zustünde. Dies wurde von der Stiftung abgelehnt: Sie sei nach längerem Warten von einer Mitarbeiterin am Tor abgewiesen worden. Die Stiftung unter ihrem früheren Vorstand Günter Paul, so nun einer der Vorwürfe, habe das Gut „quasi gekapert“ und verstoße damit gegen den letzten Willen der Erblasserin. Diese habe die Nutzung des Schlosses durch ihre Familie und die ihres Mannes ausdrücklich vorgesehen. Zudem sei auf Paul als Stiftungsvorstand dessen Tochter Sandra gefolgt, während Streve-Mühlens, selbst Unternehmerin und studierte Betriebswirtin, als „ungeeignet“ für den Vorstand abgelehnt worden sei.